# Vorarlberger Landesarchiv

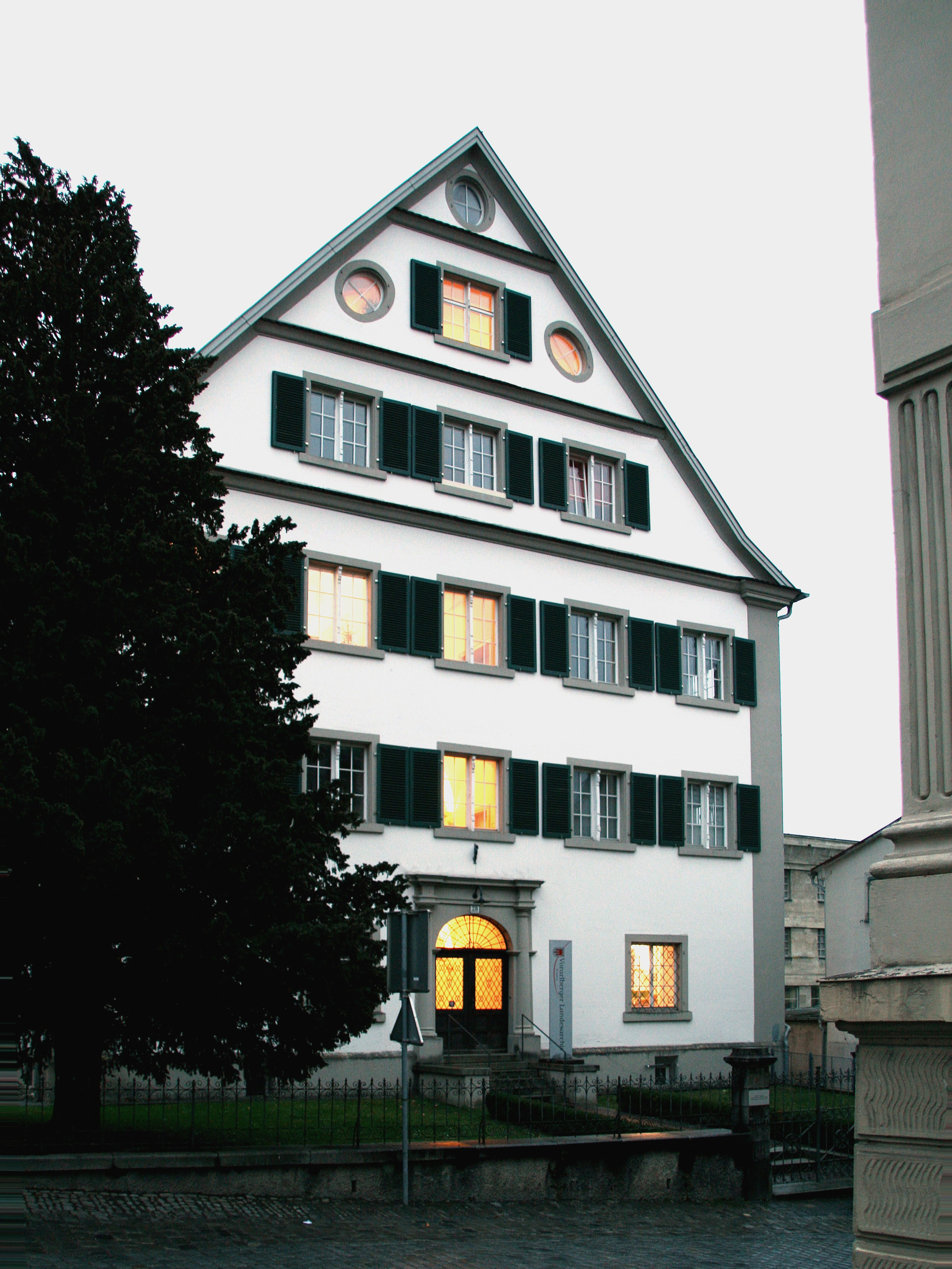
Sitz des Vorarlberger Landesarchivs im ehemaligen Palais Waldburg-Wolfegg in der Bregenzer Kirchstraße

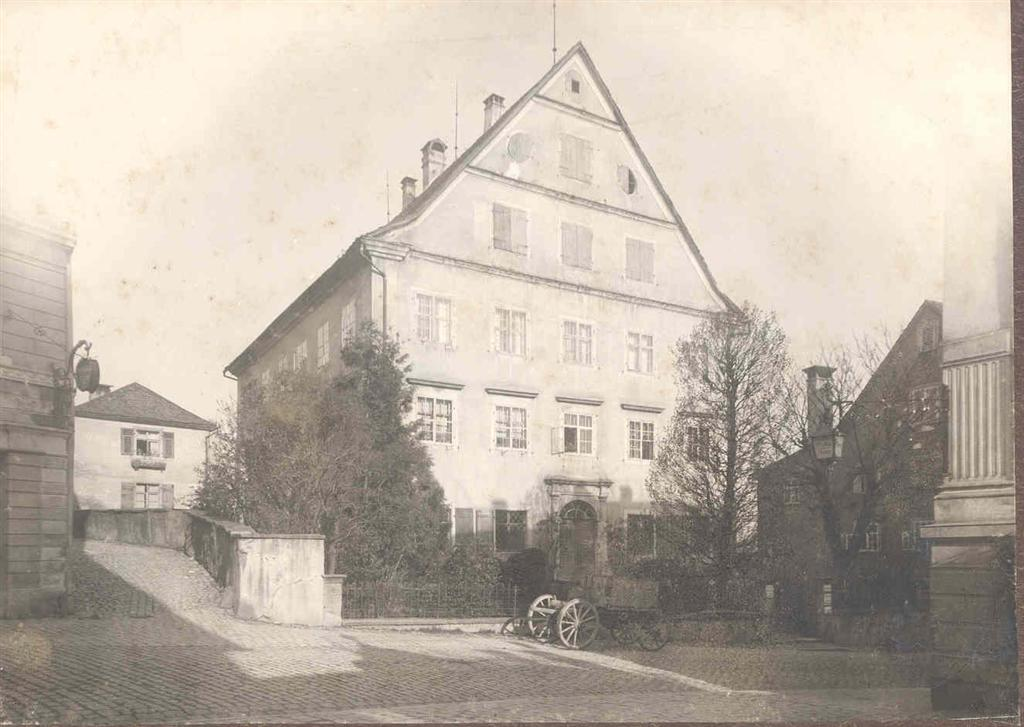
Das „Landhaus in der Kirchstraße“ im Jahr 1912, als das Gebäude als Hauptsitz der Hypothekenbank diente

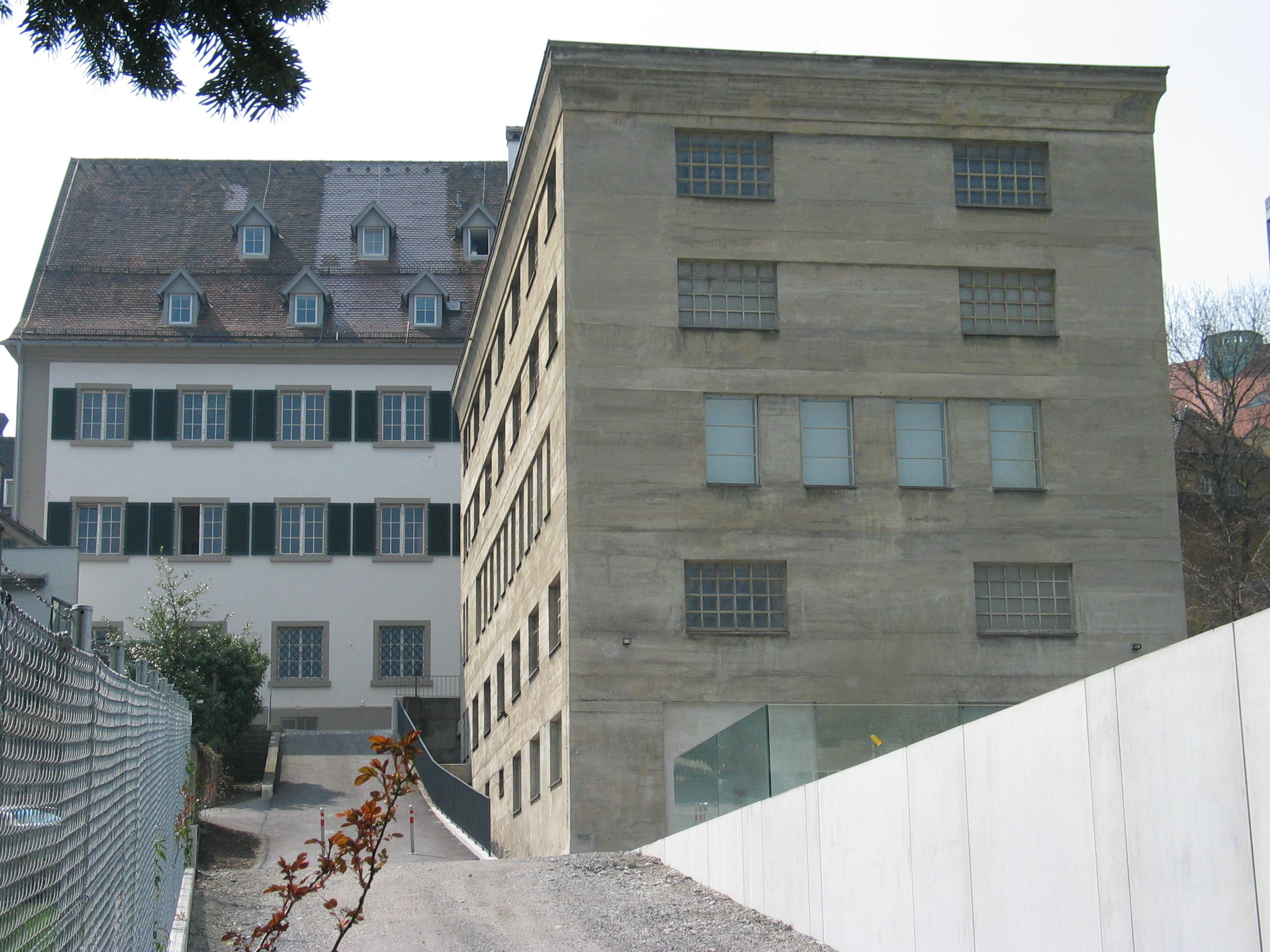
Blick auf das Gebäude des Vorarlberger Landesarchivs von Norden mit Tiefspeicher und Archivanbau im Vordergrund

Das Vorarlberger Landesarchiv in Bregenz ist das öffentliche Archiv des Landes Vorarlberg. Es ist zur Sicherung von Archivgut des Landes und zur landesgeschichtlichen Dokumentation, Wissensvermittlung und Forschung eingerichtet.

## Geschichte
Mit Beschluss vom 28. Jänner 1898 beauftragte der Vorarlberger Landtag den Landesausschuss, geeignete Archivräume ausfindig zu machen und die Bestellung einer fachmännisch geschulten Person in die Wege zu leiten. Drei Wochen später wurde mit Viktor Kleiner der erste Landesarchivar bestellt und im Oktober 1898 in der „Seekaserne“ in Bregenz (Inselstraße 8, bis 1895 Postamt, davor Kaserne der Finanzwache) Räume für das Landesarchiv angemietet. Zunächst war es unter Aufsicht des k. k. Statthaltereiarchivs für Tirol und Vorarlberg in Innsbruck zur Archivierung von Akten staatlicher Gerichte gedacht. Binnen weniger Jahre baute Kleiner das Landesarchiv jedoch zu einer autonomen Landeseinrichtung aus, die Archivgut des Landes, des Staates, von ehemaligen Gerichtsgemeinden, politischen Gemeinden und Pfarrgemeinden sicherte, darunter als ältestes Dokument eine Papsturkunde des aufgehobenen Benediktinerklosters Mehrerau von 1139.
Nicht die autonome (landschaftliche), aber die staatliche (landesfürstliche) Landesverwaltung wurde für Tirol und Vorarlberg gemeinsam von einer k. k. Statthalterei in Innsbruck geführt. 1918, beim Zerfall Österreich-Ungarns, kündigte die provisorische Landesversammlung Vorarlbergs diese Verwaltungseinheit auf. 1919 bis 1921 konnte das Vorarlberger Landesarchiv große Mengen an Vorarlberger Archivgut aus dem ehemaligen Statthaltereiarchiv (nun Tiroler Landesregierungsarchiv) übernehmen.
Im Herbst 1920 übersiedelte das Landesarchiv vollständig in das 1901 vom Land erworbene „Landhaus in der Kirchstraße“ (Kirchstraße 28, auch als „Altes Landhaus“ bezeichnet). Dieses barocke Gebäude hatte um 1690 Stadtammann Mathias Christoph von Bildstein erbauen lassen. 1732 erwarb es die oberschwäbische Grafenfamilie Waldburg-Wolfegg, der es bis 1780 als möglicher Zufluchtsort im Kriegsfall diente. Dem Land Vorarlberg diente das Gebäude ab 1901 für verschiedene Dienststellen. Von 1901 bis 1923 war hier unter anderem die Hypothekenbank des Landes Vorarlberg untergebracht. Das Landesarchiv hatte 1904 und 1913 erste Räume beziehen können. Die 1920 für das Landesarchiv als Depoträume adaptierten Keller erwiesen sich als ungeeignet.
1931 beschloss der Landtag, ein Magazingebäude anbauen zu lassen. Es wurde vom Bregenzer Architekten Willibald Braun geplant und als Schüttbetonbau ausgeführt. 1933 wurde der für viele Jahre modernste Archivbau Österreichs bezogen. Er steht heute, wie das Hauptgebäude, unter Denkmalschutz. Als 1940 die Landeshauptmannschaft Vorarlberg aufgelöst und mit der Landeshauptmannschaft Tirol in Innsbruck zusammengeführt und zur Behörde des Reichsstatthalters in Tirol und Vorarlberg umgebaut wurde, blieb das Vorarlberger Landesarchiv als Zweigstelle Bregenz des Reichsgauarchivs Tirol und Vorarlberg (zuvor Tiroler Landesregierungsarchiv und Tiroler Landesarchiv) in Innsbruck bestehen. Mit dem Ende der NS-Herrschaft begann im Mai 1945 der Wiederaufbau der Vorarlberger Landesverwaltung. Das Landesarchiv wurde wieder zu einer dem Amt der Vorarlberger Landesregierung nachgeordneten Dienststelle.
2001 bis 2003 wurde das 1933 bezogene Magazingebäude saniert und denkmalgerecht in den Originalzustand zurückgeführt. Er wurde mit einem gleichzeitig errichteten dreigeschoßigen, klimatisierten Tiefspeicher verbunden (Architekt Josef Fink, Bregenz), der 2004 in Betrieb genommen wurde.
In Vorarlberg führt der Leiter oder die Leiterin des Landesarchivs seit der Gründung die Funktionsbezeichnung „Landesarchivar“ oder „Landesarchivarin“. Auf Viktor Kleiner (1898–1939) folgten als Landesarchivare Meinrad Tiefenthaler (1939–1963), Ludwig Welti (1963–1969), Karl Heinz Burmeister (1969–2001), Alois Niederstätter (2001–2019) und Ulrich Nachbaur (seit 2019).

### Vorarlberger Landesbibliothek
Um 1900 begann Landesarchivar Kleiner mit dem Aufbau einer Bibliothek. Sein Ziel war eine öffentlich zugängliche Landesbibliothek als Erweiterung des Landesarchivs. Im März 1904 wurden ihm für diesen Zweck Räume im „Landhaus in der Kirchstraße“ (Kirchstraße 28) zugewiesen, der Landtag stimmte am 31. Oktober 1904 der Gründung einer Landesbibliothek zu. Doch die 1908 erlassene Bibliotheksordnung beschränkte sie auf eine Amtsbibliothek. Die Bemühungen zum Ausbau in Richtung Landesbibliothek hatten erst nach 1945 Erfolg. Mit 1. September 1977 wurde die Vorarlberger Landesbibliothek aus dem Landesarchiv ausgegliedert und als Dienststelle verselbständigt. 1985 übersiedelte sie ins ehemalige St. Gallusstift.

### Landesevidenzstelle
1921 wurden bei den Ämtern der Landesregierungen, in Wien bei der Bundespolizeidirektion, Landesevidenzstellen eingerichtet. Sie hatten die Aufgabe, ehemaligen Soldaten, die in den jeweiligen Bundesländern heimatberechtigt waren und in der bewaffneten Macht Österreich-Ungarns gedient hatten, Militärdienst- und Auszeichnungsbestätigungen auszustellen. 1939 wurden die dezentralen Evidenzstellen zu den Vereinigten Wehrevidenzstellen in Wien zusammengezogen, aber 1944 aufgrund der Bombengefahr zum Teil ausgelagert. Die Evidenzen für Tirol und Vorarlberg, die in einem Hotel in Kössen untergebracht waren, übernahm 1947 das Amt der Tiroler Landesregierung als Landesevidenzstelle für Tirol und Vorarlberg. Die Vorarlberger Unterlagen kehrten 1954 schließlich nach Bregenz zurück. Während in Tirol, Salzburg und Oberösterreich (bis 1956) in den Ämtern der Landesregierungen Evidenzreferate eingerichtet waren, wurde in Vorarlberg das Landesarchiv mit dieser Aufgabe betraut. Bis in die 1980er-Jahre stellte es in mittelbarer Bundesverwaltung Bestätigungen aus. Deshalb verfügt das Vorarlberger Landesarchiv bis heute über die entsprechenden Wehrevidenzen der Geburtsjahrgänge 1865 bis 1900, ebenso Tirol und Salzburg. Die übrigen befinden sich im Österreichischen Staatsarchiv in Wien.

### Vorarlberger Mikrofilm-Sicherungsarchiv
Die Zerstörungen während des Zweiten Weltkriegs führten 1954 zur Verabschiedung der Haager Konvention zum Schutz von Kulturgut bei bewaffneten Konflikten. Die Vertragsparteien verpflichteten sich, schon in Friedenszeiten die Sicherung des auf ihrem Gebiet befindlichen Kulturguts vorzunehmen. Dazu zählen auch bedeutende Sammlungen von Büchern und Archivalien. Bei Schriftgut kommt als Problem dazu, dass Papier nur bedingt alterungsbeständig ist. Durch eine Mikroverfilmung können die Informationen als Zweitüberlieferung gesichert werden. In Deutschland wurden große Anstrengungen unternommen und in einem ehemaligen Bergwerk ein „Zentraler Bergungsort der Bundesrepublik Deutschland“ eingerichtet. Ähnliches gilt für die Schweiz, nicht aber für Österreich. 1999 initiierte deshalb das Vorarlberger Landesarchiv im Rahmen eines Beschäftigungsprojekts für langzeitarbeitslose Menschen eine systematische Sicherungsverfilmung. 2000 begann das Landesarchiv im Auftrag der Vorarlberger Landesregierung zudem mit dem Aufbau eines Vorarlberger Mikrofilm-Sicherungsarchivs. Die Sicherungsfilme sind in einem Kulturschutzbunker eingelagert (Stand 31. Dezember 2016: 7.487 Filmrollen mit über 4,3 Millionen Aufnahmen).

## Bestände

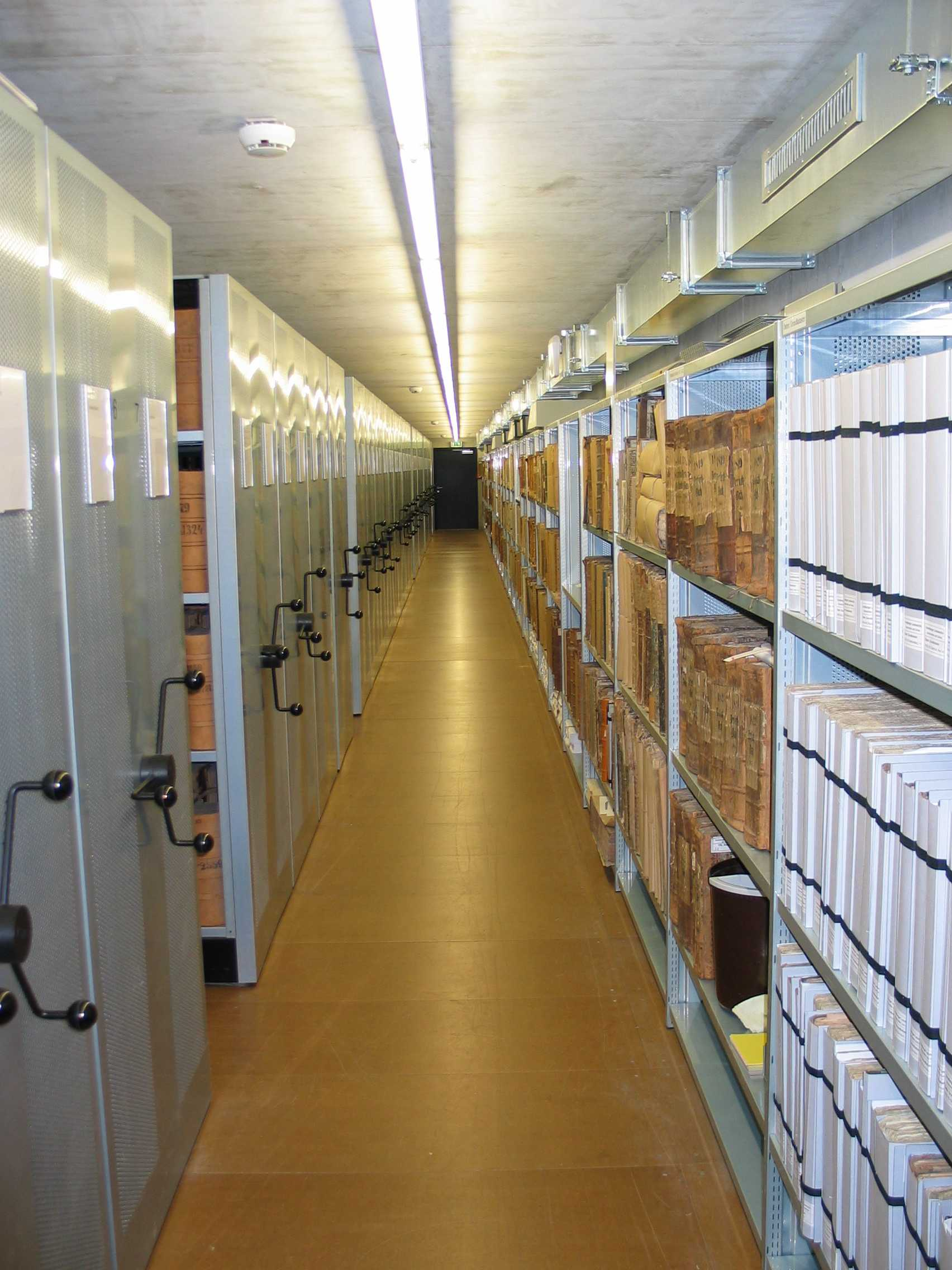
Lagerung von Beständen des VLA im hauseigenen Tiefspeicher unter dem historischen Archivanbau

Zu einem Großteil der Bestände stehen Findmittel online zur Verfügung (Bestandsübersicht). Ein elektronisches Archivinformationssystem befindet sich noch in der Aufbauphase.

### Archivgesetz: Informationsfreiheit
Seit 1998 ist das Vorarlberger Landesarchiv bemüht, rechtliche Zugangsbeschränkungen so weit als möglich abzubauen. Seit 1. Juli 2016 ist für Vorarlberg ein fortschrittliches Archivgesetz in Kraft, das die Sicherung von Archivgut des Landes, der Gemeinde sowie sonstigem Archivgut von öffentlichem Interesse und den Zugang zu diesem Archivgut regelt. Mit dem Zweck (§ 2):

„Die Sicherung von Archivgut soll die Nachvollziehbarkeit staatlichen und staatsnahen Handelns und eine authentische Überlieferung zur Geschichte von Land und Gemeinden gewährleisten; das kulturelle Erbe des Landes Vorarlberg soll bewahrt werden.“

Das Archivgut ist für jede Person zugänglich. Die allgemeine Schutzfrist beträgt 20 Jahre. Mit der Archivordnung für das Vorarlberger Landesarchiv wurden weitere Barrieren betreffend Zugang und Weiterverwendung abgebaut. Die Aufgaben und die Organisation sind im Statut des Vorarlberger Landesarchivs geregelt.

### Onlinelesesaal
Seit 2008 stellt das Vorarlberger Landesarchiv, zum Teil in Kooperation mit Plattformen, Archivgut in Form von Digitalisaten allgemein und unbeschränkt zur Verfügung:
- Urkundenbestand (ca. 10.000 Urkunden im Zeitraum von 1139 bis 2008).[24]
- Personenstandsbücher[25] (Tauf-/Geburtenbücher, Ehebücher, Sterbebücher von katholischen und evangelischen Pfarreien, die in Österreich bis 1938 auch in staatlichem Auftrag geführt wurden und als „Altmatriken“ dem Personenstandsgesetz unterliegen).
- Gemeindewappen[26] (Im Gemeindegesetz 1965 wurde die Vorarlberger Landesregierung verpflichtet, allen noch ausständigen Gemeinden binnen fünf Jahren ein Wappen zu verleihen.[27] Die Zweitschriften der Wappenbriefe werden im Landesarchiv gesichert[28]).
- Familienwappen (aus der Sammlung von Pfarrer Gebhard Wendelin Gunz).[29]

Vom Vorarlberger Landesarchiv verlegte Publikationen sind zu einem großen Teil auch online frei abrufbar. Onlineversionen liefert das Landesarchiv zur Sicherung und Verbreitung auch an die Deutsche Nationalbibliothek ab. Zudem sind zum Teil auch Publikationen des Landesarchivs, die in anderen Verlagen erschienen, online zugänglich.

### Musiksammlung
1958 wurde ein Vorarlberger Volksliedarchiv eingerichtet (nicht zu verwechseln mit dem Vorarlberger Volksliedwerk). 2000 wurde es als Musiksammlung in das Vorarlberger Landesarchiv integriert. Die Musiksammlung dokumentiert die regionale Musikgeschichte über den Volksliedbereich hinaus.

## Institut für sozialwissenschaftliche Regionalforschung
Mit 1. Jänner 2005 wurde dem Vorarlberger Landesarchiv das Institut für sozialwissenschaftliche Regionalforschung (zuvor Ludwig Boltzmann Institut für sozialwissenschaftliche Regionalforschung) angegliedert. Das Institut initiiert, leitet, fördert bzw. begleitet Forschungsprojekte aus dem Gebiet der Sozial- und Geschichtswissenschaften unter besonderer Berücksichtigung des Bodenseeraums.

## Zeitschriften
1904 begründete Landesarchivar Kleiner mit dem „Archiv für Geschichte und Landeskunde Vorarlbergs“ eine historisch-landeskundliche Zeitschrift, die vom Vorarlberger Landesmuseumsverein herausgegeben wurde. Sie wurde 1917 in „Vierteljahresschrift für Geschichte und Landeskunde Vorarlbergs“ umbenannt und erschien bis 1927.
1926 bis 1937 gab die „Leogesellschaft am Bodensee“ (1902 gegründet als „Verein für christliche Kunst und Wissenschaft“), die „Alemannia. Zeitschrift für alle Gebiete des Wissens und der Kunst mit besonderer Berücksichtigung der Heimatkunde“ heraus. Der Verein und die Redaktion waren eng mit dem Landesarchiv verbunden.
1946 wurde als Nachfolgerin der „Alemannia“ die „Montfort. Vierteljahresschrift für Geschichte und Gegenwart Vorarlbergs“ begründet. Bis 1954 wurde sie im Selbstverlag vom Vorarlberger Landesarchiv und vom Vorarlberger Landesmuseum gemeinsam herausgegeben. 1955 bis 2010 wurde sie von der Vorarlberger Verlagsanstalt verlegt. Seit 2011 erscheint sie als „Montfort. Zeitschrift für Geschichte Vorarlbergs“ im StudienVerlag. Schriftleiter waren bzw. sind, zum Teil gemeinsam: Landesarchivar Meinrad Tiefenthaler (1946–1967), Arnulf Benzer (1955–1986), Landesarchivar Karl Heinz Burmeister (1978–2010), Reinhold Bernhard (1987–1989) sowie Landesarchivar Alois Niederstätter (seit 2002).

## Bekannte Mitarbeiter des Landesarchivs
- Benedikt Bilgeri, Landeshistoriker, am Landesarchiv tätig von 1964 bis 1983
- Karl Heinz Burmeister, Landesarchivar von 1969 bis 2001
- Franz Häfele, Bibliothekar, am Landesarchiv tätig von 1938 bis 1939
- Viktor Kleiner, Landesarchivar von 1898 bis 1939
- Ulrich Nachbaur, Landesarchivar seit 2019
- Alois Niederstätter, Landesarchivar von 2001 bis 2019
- Meinrad Tiefenthaler, Landesarchivar von 1939 bis 1963
- Manfred Tschaikner, Archivar, am Landesarchiv tätig seit 2002
- Andreas Ulmer, Kirchenarchivar, am Landesarchiv tätig von 1918 bis 1922
- Christoph Vallaster, Archivar, am Landesarchiv tätig von 1979 bis 1980
- Wolfgang Weber, Archivar, am Landesarchiv tätig von 1994 bis 2011
- Adalbert Welte, Bibliothekar, Leiter der administrativen Agenden des Landesarchivs von 1963 bis 1967[13]
- Ludwig Welti, Landesarchivar von 1963 bis 1969
- Wilhelm Wolf, Bibliothekar, am Landesarchiv tätig von 1920 bis 1926